# La Guingueta
La Guingueta (oficialmente y en catalán La Guingueta d'Àneu) es un municipio español de la comarca del Pallars Sobirá, en la provincia de Lérida, comunidad autónoma de Cataluña.
Se encuentra en el valle de Aneo al este de la Noguera Pallaresa. Comprende un área bastante extensa desde el centro de la comarca hasta el extremo norte. Es una zona montañosa, con pastos para el ganado bovino y ovino, por la que discurre el río Unarre y sus afluentes. Está enclavado en su término el embalse de la Torrasa.

## Historia
El municipio se formó a principios de la década de 1970 por la fusión de los de Escaló, Jou y Unarre. Hasta 1989 se llamó Guingueta i Jou.

## Demografía
Cuenta con una población de 285 habitantes (INE 2024).
| Gráfica de evolución demográfica de La Guingueta d'Àneu entre 1981 y 2021 |
| |
| Población de derecho según los censos de población del INE Población de hecho según los censos de población del INEEn este censo se denominaba Guingueta, La: 1981 Entre el censo de 1981 y el anterior, aparece este municipio porque se fusionan los municipios 25080 (Escaló), 25117 (Jou) y 25237 (Unarre) |

| Gráfica de evolución demográfica de La Guingueta entre 1900 y 2019                                                                                |
| |
| Población de hecho (1900-1981), padrón municipal (1990-2010), según los censos de población del INE. Población según el padrón municipal de 2019. |

## Localidades
- La Guingueta. Capital del municipio de los catorce pueblos  de que se componen en total. Situado al final del embalse de la Torrasa. Su nombre quiere decir pequeño hostal. Es el centro de servicios con una buena infraestructura hotelera.
- Aurós. Dispone de dos capillas: san Pedro de Aurós, románica y san Juan de Aurós.
- Berrós Jussá. Su iglesia parroquial de san Jaime tiene un altar gótico.
- Burgo. Restos de la torre de Burgo. Iglesia de san Juan.
- Cerbi. Iglesia parroquial de san Saturnino con retablo barroco.
- Dorve. Iglesia parroquial de san Bartolomé, románica de una nave con ábside con arcadas lombardas. Fue restaurada y modificada en el siglo XVIII.
- Escalarre. Iglesia parroquial de san Martín con altar mayor gótico. Santuario de Santa María de Aneu, románico fue un antiguo monasterio benedictino.
- Escaló. Castillo con portal que da acceso al pueblo y torre de vigía del siglo XI. Monasterio de San Pedro de Burgal. Románico.
- Escart. Santuario de la Virgen de la Roca, excavado en una peña. Ruinas del Castillo de Escart del siglo XI. Iglesia de san Martín de estilo barroco.
- Estarón. Iglesia de san Sebastián, cuyas pinturas románicas se encuentran en el Museo Nacional de Arte de Cataluña, en Barcelona.
- Gavás. Iglesia parroquial de san Esteban, siglo XVIII.
- Jou. Iglesia de san Pedro con retablo barroco y capilla de santa Catalina con retablo del siglo XVIII.
- Llavorre. Iglesia de san Miguel del siglo XVIII.
- Unarre. Conjunto monumental de san Julián de Unarre.